# Яников, Иван Иванович
 Иван Иванович Яников  (1788— 6 января 1874, Санкт-Петербург) — российский чиновник, тайный советник.

## Биография
Родился 16 (27) апреля 1788 года. В 1802 году поступил в Практическую школу земледелия, а в 1803 году в Департамент уделов. Откуда в 1806 году перешел в генерал-аудиториат, а 7 января 1811 года был переведён аудитором в Кавалергардский полк, с которым он и участвовал в Отечественной войне 1812 года и заграничном походе русской армии; отличился в сражении при Фер-Шампенуазе; был награждён орденами Св. Владимира 4-й степени (1813) и Св. Анны 2-й степени (1814).
С 26 января 1817 года был обер-аудитором 1-й Кирасирской дивизии. В декабре 1820 года вышел в отставку, но уже в следующем году был назначен обер-кригс-комиссаром 1-го Резервного кавалерийского корпуса; 18 декабря 1826 года переведён в Придворную контору советником.
В 1834 году произведен в действительные статские советники. В 1847 году был назначен управляющим Собственной Е. В. конторой и в 1850 году произведён в тайные советники. В 1858 году назначен членом Комиссии прошений; был пожалован 28 марта 1871 года орденом Св. Александра Невского.
Скончался 6 (18) января 1874 года. Похоронен на Никольском кладбище Александро-Невской лавры.
С 1812 года был женат на дочери гоф-фурьера Романченко, Екатерине Потаповне и имел детей : Ивана, Дмитрия, Анну, Елизавету и Елену.